# カイザーストロングバーツ

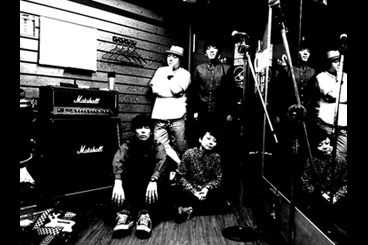

カイザーストロングバーツ（KAIZER STRONG BAHT）は、日本のロックバンド。2009年結成。通称は『カイザー』。

## メンバー
ニイミケイタ
- ボーカルとハープ、作詞作曲のほぼ全てを担当。
- コシのあるハスキーボイスが特徴。ライブパフォーマンスは激しく、ステージ・客席関係無しに動き回る。

マツバヤシユウスケ
- ギターを担当。
- テレビイエローのフェンダー・ノーキャスターを使用。頻繁に弦が切れるため予備のギターを用意している。

モチヅキミサ
- ベースを担当。青いリッケンバッカーを使用。
- 結成時までギターの経験はあったがベースを演奏したことは無く、2013年まではバンドを組んだ際にニイミに買い与えられたベースを使用していた。
- 女性であるが少年のような外見とステージ上での立ち振る舞いから男性に見間違えられることもある。

コバヤシヒロスケ
- ドラムス。
- フロントの3人とは対照的で、落ち着いた演奏でバンドを支えている。貫禄のある風貌で皆から「大将」と親しまれている。

### 旧メンバー
アカホナオキ
- ドラムス。

## 概要

### 来歴
2009年
- ニイミとマツバヤシ、旧メンバーのアカホナオキが大学の部活で組んでいた「天国クラブバンド」がバンドの前身ともいえる。部を抜けた後、ニイミがメンバーを集めた。
- 下北沢屋根裏で初ライブ

2010年
- ドラマーが脱退し、コバヤシヒロスケが加入。
- 1stアルバム「KAIZER STRONG BAHT」発売

2012年
- 2ndアルバム「K.S.B Strikes Back 〜K.S.Bの逆襲〜発売」

2013年
- 2/9下北沢屋根裏にて企画ライブ「KAIZER STRONG ATTACK」
- 9/23 新宿JAM にて3rd albumレコ発企画ライブ「Hoocie Coocie Beat Club vol.1」
- 3rdアルバム「BARE KNUCKLE」発売

2014年
- 5/3下北沢屋根裏(自主共同企画)「Hoocie Coocie Beat Club vol.2」
- シングル「しょうもない恋の唄」発売

### バンド名
特にバンド名に意味はなく、「格好良くて強そうな名前」を探していたメンバーにマツバヤシが提案し決定した。彼が幼少期にスケッチブックに落書きしたロケットのような乗り物の名前が由来。部屋を掃除していたところ偶然発見された絵には「カイザーストロングバーツ」と母親の字が添えてあった。当時サンダーバードに夢中になっていたため「カイザーストロングバード」を母親が聞き違えた可能性もある。

### 入場曲
初期のころはThe Sonicsの「Do You Love Me」等を使用していた。
現在はサンダーバードのオープニングのカウントインと、エンディングの歌の入っていないバージョンを組み合わせ使用している。

## 作品

### 自主制作CD
KAIZER STRONG BAHT (2010)
1. ボリュームは無限
2. カラス
3. 悪魔と魂
4. 沙漠
5. GOOD MORNING (inst.)

K.S.B Strikes Back 〜K.S.Bの逆襲〜 (2012)
1. Smoky Rock
2. 冷めるモーメント
3. Walkin' blues town
4. 僕とジェリー
5. 淡き慕情
6. 沙漠(new edition)
7. ナイトグランジア

BARE KNUCKLE (2013)
1. 1971
2. 可能性ガール
3. そんで、夜が落ちてくる
4. ロックンロール戦線異状なし

しょうもない恋の唄(2014)
1. しょうもない恋の唄
2. フィクション・ベイベー
3. しょうもない恋の唄(LIVE)
4. フィクション・ベイベー(LIVE)